# Daniel Kelly

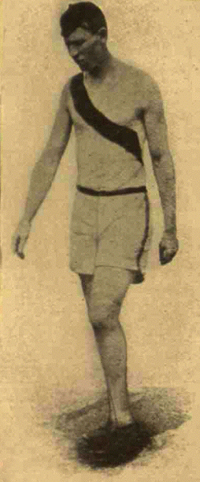
Daniel Kelly, velocista estadounidense y especialista en salto.

Daniel Joseph "Dan" Kelly (1 de septiembre de 1883 - 9 de abril de 1920) fue un atleta estadounidense especialista en salto de longitud y velocista.
Asistió a la Universidad de Columbia de Portland, donde batió el récord mundial existente para el salto de longitud con un salto de 6,736 m en 1905.[cita requerida] Más tarde asistió a la Universidad de Oregón donde, en 1906, igualó el récord mundial en los 100 metros y 200 metros en el mismo día. En 1908, Kelly se unió brevemente al Irish American Athletic Club[cita requerida] y representó a los Estados Unidos en los Juegos Olímpicos de Londres 1908, en Gran Bretaña, donde ganó la medalla de plata en el salto de longitud. Forma parte del Salón de la Fama de Atletismo de la Universidad de Oregón y del Salón de la Fama del Deporte de Oregón.